# Stanisław Wężyk (starosta sieradzki)
Stanisław Wężyk herbu Wąż – starosta sieradzki w latach 1661-1689, rotmistrz i dworzanin królewski.
Poseł na sejm 1677 roku z województwa sieradzkiego.